# Voronivka, Icinea
Voronivka (în ucraineană Воронівка) este un sat în comuna Haienkî din raionul Icinea, regiunea Cernihiv, Ucraina.

## Demografie
Componența lingvistică a localității Voronivka
     Ucraineană (97,24%)
     Română (2,07%)
     Alte limbi (0,69%)
Conform recensământului din 2001, majoritatea populației localității Voronivka era vorbitoare de ucraineană (97,24%), existând în minoritate și vorbitori de română (2,07%).